# Ekkehard Stuhldreher
Ekkehard Stuhldreher (* 11. Juli 1924 in Kassel) ist ein deutscher Politiker (NPD) und ehemaliges Mitglied des Niedersächsischen Landtages.

## Leben
Stuhldreher verbrachte seine Jugendzeit in Walburg, Kreis Witzenhausen. Dort besuchte er die Volksschule. Später wechselte er an die Oberschule in Kassel. 1942 wurde er als Kriegsfreiwilliger im Kriegsdienst bei der Waffen-SS eingesetzt und brachte es mindestens bis zum SS-Unterscharführer. Nach dem Krieg wurde er 1946 Bergmann im Ruhrbergbau. Von 1947 bis 1954 absolvierte er sein Studium der Bergbaukunde und der Geologie an der Bergakademie in Clausthal. Seine Diplom-Hauptprüfung legte er in der Fachrichtung Bergbau ab. Ab 1955 war er in der deutschen Erdölgewinnung tätig. Seit 1958 hatte er eine leitende Anstellung bei der Wintershall AG, Erdölwerke Niedersachsen in Bamstorf.
Politisch tätig war er seit Gründung der NPD. Er wurde Mitglied des Niedersächsischen Landtages der 6. Wahlperiode vom 6. Juni 1967 bis 20. Juni 1970. Der NPD-Fraktion gehörte er bis zum 20. März 1970 an und war danach fraktionsloser Abgeordneter.